# Houdo Sawadogo
Houdo Sawadogo est un coureur cycliste burkinabé, né le 31 décembre 1982.

## Palmarès
- 2007
  - 3e étape de la Boucle du coton

- 2008
  - Grand Prix de Ouagadougou
  - 2e du Tour de l'or blanc

- 2009
  - 1re étape du Tour du Cameroun